# Сент-Рен (Верхняя Сона)
Сент-Рен (фр. Sainte-Reine) — коммуна во Франции, находится в регионе Франш-Конте. Департамент — Верхняя Сона. Входит в состав кантона Жи. Округ коммуны — Везуль.
Код INSEE коммуны — 70471.

## География
Коммуна расположена приблизительно в 300 км к юго-востоку от Парижа, в 34 км северо-западнее Безансона, в 32 км к юго-западу от Везуля.
По территории коммуны протекает река Кабри (фр. Cabri).

## Население
Население коммуны на 2010 год составляло 35 человек.
| 1962 | 1968 | 1975 | 1982 | 1990 | 1999 | 2010 |
| ---- | ---- | ---- | ---- | ---- | ---- | ---- |
| 26   | 32   | 31   | 27   | 27   | 38   | 35   |

## Экономика

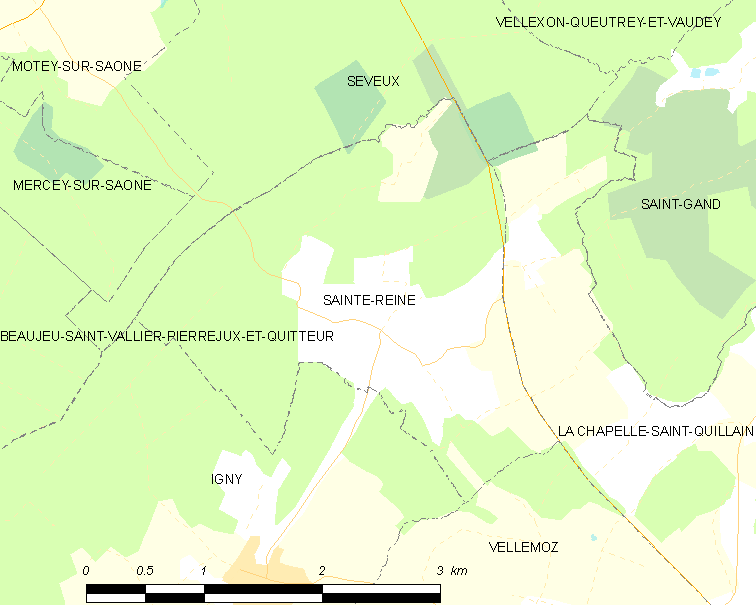
Карта коммуны

В 2010 году среди 21 человека трудоспособного возраста (15—64 лет) 19 были экономически активными, 2 — неактивными (показатель активности — 90,5 %, в 1999 году было 75,0 %). Из 19 активных жителей работали 16 человек (10 мужчин и 6 женщин), безработными было 3 (1 мужчина и 2 женщины). Среди 2 неактивных 2 человека были учениками или студентами, 0 — пенсионерами, 0 были неактивными по другим причинам.